# Collegio elettorale di Codroipo (Senato della Repubblica)
Il collegio di Codroipo fu un collegio elettorale uninominale della Repubblica Italiana per l'elezione del Senato della Repubblica. Apparteneva alla Circoscrizione Friuli-Venezia Giulia e fu utilizzato per eleggere un senatore nella XII, XIII e XIV legislatura.
Venne istituito nel 1993 con la cosiddetta Legge Mattarella (Legge n. 276, Norme per l'elezione del Senato della Repubblica), attuata in seguito al referendum abrogativo del 1993. La legge istituì per la Camera dei deputati e per il Senato della Repubblica un sistema di elezione misto, in parte maggioritario e in parte proporzionale. Il 75% dei parlamentari dell'assemblea veniva eletto in collegi uninominali tramite sistema maggioritario a turno unico; il restante 25% al Senato veniva eletto tramite recupero proporzionale dei più votati non eletti attraverso un meccanismo di calcolo denominato "scorporo", cioè sottraendo dal conteggio dei voti totali di una lista nella parte proporzionale i voti ottenuti dai candidati collegati alla medesima lista che erano eletti nei collegi uninominali con il sistema maggioritario.
Il collegio venne abolito insieme a tutti gli altri che costituivano il Senato con la promulgazione della legge elettorale successiva, la cosiddetta Legge Calderoli. Questa prevedeva un sistema proporzionale con premio di maggioranza, che al Senato veniva attribuito a livello regionale.

## Territorio
Il collegio di Codroipo era uno dei 5 collegi uninominali in cui era suddiviso il Friuli-Venezia Giulia e, come previsto dal D.Lgs. del 20 dicembre 1993 n. 535, era compreso nelle province di Pordenone e di Udine e comprendeva i seguenti comuni: Amaro, Ampezzo, Arba, Arta Terme, Artegna, Basiliano, Bertiolo, Bordano, Buja, Camino al Tagliamento, Cassacco, Castelnovo del Friuli, Cavasso Nuovo, Cavazzo Carnico, Cercivento, Chiusaforte, Clauzetto, Codroipo, Colloredo di Monte Albano, Comeglians, Coseano, Dignano, Dogna, Enemonzo, Fagagna, Fanna, Flaibano, Forgaria nel Friuli, Forni Avoltri, Forni di Sopra, Forni di Sotto, Frisanco, Gemona del Friuli, Gemona del Friuli, Lauco, Lestizza, Ligosullo, Magnano in Riviera, Majano, Malborghetto-Valbruna, Martignacco, Meduno, Mereto di Tomba, Moggio Udinese, Montenars, Moruzzo, Osoppo, Ovaro, Pagnacco, Pasian di Prato, Paularo, Pinzano al Tagliamento, Pontebba, Povoletto, Prato Carnico, Preone, Ragogna, Ravascletto, Raveo, Resiutta, Rigolato, Rive d'Arcano, San Daniele del Friuli, San Vito di Fagagna, Sauris, Sedegliano, Sequals, Socchieve, Sutrio, Tarcento, Tarvisio, Tolmezzo, Tramonti di Sopra, Tramonti di Sotto, Trasaghis, Travesio, Treppo Carnico, Treppo Grande, Tricesimo, Venzone, Verzegnis, Villa Santina, Vito d'Asio e Zuglio.

## Eletti
| Elezione | Elezione | Senatore       | Partito                 |
| -------- | -------- | -------------- | ----------------------- |
|          | 1994     | Rinaldo Bosco  | Polo delle Libertà (LN) |
|          | 1996     | Francesco Moro | Lega Nord               |
|          | 2001     | Francesco Moro | Casa delle Libertà (LN) |

## Dati elettorali

### XII legislatura
|                               | Rinaldo Bosco ✔️ Eletto      | Polo delle Libertà | 62 503  | 44,89 |  |  |  |  |  |
|                               | Diego Carpenedo ✔️ Eletto    | Patto per l'Italia | 31 581  | 22,68 |  |  |  |  |  |
|                               | Romano Lepre                 | Progressisti       | 29 539  | 21,22 |  |  |  |  |  |
|                               | Melisenda Malison De Micheli | Alleanza Nazionale | 15 610  | 11,21 |  |  |  |  |  |
| Totale                        | Totale                       | Totale             | 139 233 | 100   |  |  |  |  |  |
|                               |                              |                    |         |       |  |  |  |  |  |
| Voti non validi               | Voti non validi              | Voti non validi    | 8 424   | 5,71  |  |  |  |  |  |
| Votanti                       | Votanti                      | Votanti            | 147 657 | 79,18 |  |  |  |  |  |
| Elettori                      | Elettori                     | Elettori           | 186 472 |       |  |  |  |  |  |
|                               |                              |                    |         |       |  |  |  |  |  |
| Data: 27-28 marzo 1994        |                              |                    |         |       |  |  |  |  |  |
| Fonte: Ministero dell'interno |                              |                    |         |       |  |  |  |  |  |

### XIII legislatura
|                               | Francesco Moro ✔️ Eletto | Lega Nord           | 45 227  | 34,29 |  |  |  |  |  |
|                               | Sisto Iob                | Polo per le Libertà | 43 903  | 33,29 |  |  |  |  |  |
|                               | Diego Carpenedo          | L'Ulivo             | 42 755  | 32,42 |  |  |  |  |  |
| Totale                        | Totale                   | Totale              | 131 885 | 100   |  |  |  |  |  |
|                               |                          |                     |         |       |  |  |  |  |  |
| Voti non validi               | Voti non validi          | Voti non validi     | 4 530   | 3,32  |  |  |  |  |  |
| Votanti                       | Votanti                  | Votanti             | 136 415 | 70,91 |  |  |  |  |  |
| Elettori                      | Elettori                 | Elettori            | 192 371 |       |  |  |  |  |  |
|                               |                          |                     |         |       |  |  |  |  |  |
| Data: 21 aprile 1996          |                          |                     |         |       |  |  |  |  |  |
| Fonte: Ministero dell'interno |                          |                     |         |       |  |  |  |  |  |

### XIV legislatura
|                               | Francesco Moro ✔️ Eletto    | Casa delle Libertà                   | 65 251  | 49,78 |  |  |  |  |  |
|                               | Giovanni Battista Nassivera | L'Ulivo                              | 47 636  | 36,34 |  |  |  |  |  |
|                               | Flavio Siallino             | Democrazia Europea                   | 6 598   | 5,03  |  |  |  |  |  |
|                               | Domenico Pinto              | Partito della Rifondazione Comunista | 6 242   | 4,76  |  |  |  |  |  |
|                               | Gianfranco Leonarduzzi      | Pannella-Bonino                      | 5 346   | 4,08  |  |  |  |  |  |
| Totale                        | Totale                      | Totale                               | 131 073 | 100   |  |  |  |  |  |
|                               |                             |                                      |         |       |  |  |  |  |  |
| Voti non validi               | Voti non validi             | Voti non validi                      | 9 712   | 6,90  |  |  |  |  |  |
| Votanti                       | Votanti                     | Votanti                              | 140 785 | 71,17 |  |  |  |  |  |
| Elettori                      | Elettori                    | Elettori                             | 197 808 |       |  |  |  |  |  |
|                               |                             |                                      |         |       |  |  |  |  |  |
| Data: 13 maggio 2001          |                             |                                      |         |       |  |  |  |  |  |
| Fonte: Ministero dell'interno |                             |                                      |         |       |  |  |  |  |  |